# 札幌市こども人形劇場こぐま座
札幌市こども人形劇場こぐま座（さっぽろしこどもにんぎょうげきじょうこぐまざ）は北海道札幌市にある人形劇専門の劇場。日本初の公立人形劇場である。

## 概要
開業は1976年7月24日。当時の札幌市長だった板垣武四が、同市の姉妹都市であるドイツ・ミュンヘンの人形劇場を訪れた際、「札幌にも夢のある施設を作りたい」と考えたのをきっかけに、日本初の公立人形劇場として、中島公園入口の中島児童会館（日本初の児童会館）に隣接して建設された。定期的に人形劇公演を行う施設として、単なる貸館ではなく、アマチュア人形劇団の育成、北海道外海外のプロ人形劇団招致にも多大な成果を上げ、以後建設される子供のための公立劇場の模範となる。
通常、行政による劇場運営は、稼働率確保のため内容を限定せず貸し出されるが、当初人形劇関係の利用のみに限定した画期的な試みだった。初心者のための人形劇教室の開催やその後の支援もあり、拠点確保の困難なこの種の活動（製作・練習・公演）に大きな便宜が図られ、札幌市内のアマチュア人形劇団の活動を積極的に支援した。

## 利用情報
- 休館日 - 月曜（月曜が祝日のときは火曜休館）
- 開館時間 - 9時から17時
- 所在地 - 〒064-0931 札幌市中央区中島公園1番1号

## 交通アクセス
- 札幌市営地下鉄南北線 中島公園駅 徒歩1分